# Немачки Камерун
Немачки Камерун је био колонија Немачког царства у Африци у раздобљу од 1884. до 1916. године.
Прву њемачку трговачку станицу на овом подручју основало је хамбуршко превозно предузеће Верман. Протекторат је успоставио познати немачки истраживач Густав Нахтигал за време освајања Африке. Простор колоније повећан је 1911. године уступањем Новог Камеруна Немачкој од стране Француске за време друге мароканске кризе.
Године 1916, за време Првог светског рата, колонију су освојиле удружене британске и француске снаге. Након пораза Немачке у рату, Лига народа је поделила територију колоније на два дела, те управу над њима дала Француској и Великој Британији.
Француски Камерун и део Британског Камеруна ујединили су се 1961. у данашњу Републику Камерун.